# Frontière entre la France et la Suisse
La frontière entre la France et la Suisse est une frontière terrestre et lacustre s'étendant sur 572 kilomètres, à l'est de la France et à l'ouest de la Suisse,.

## Caractéristiques

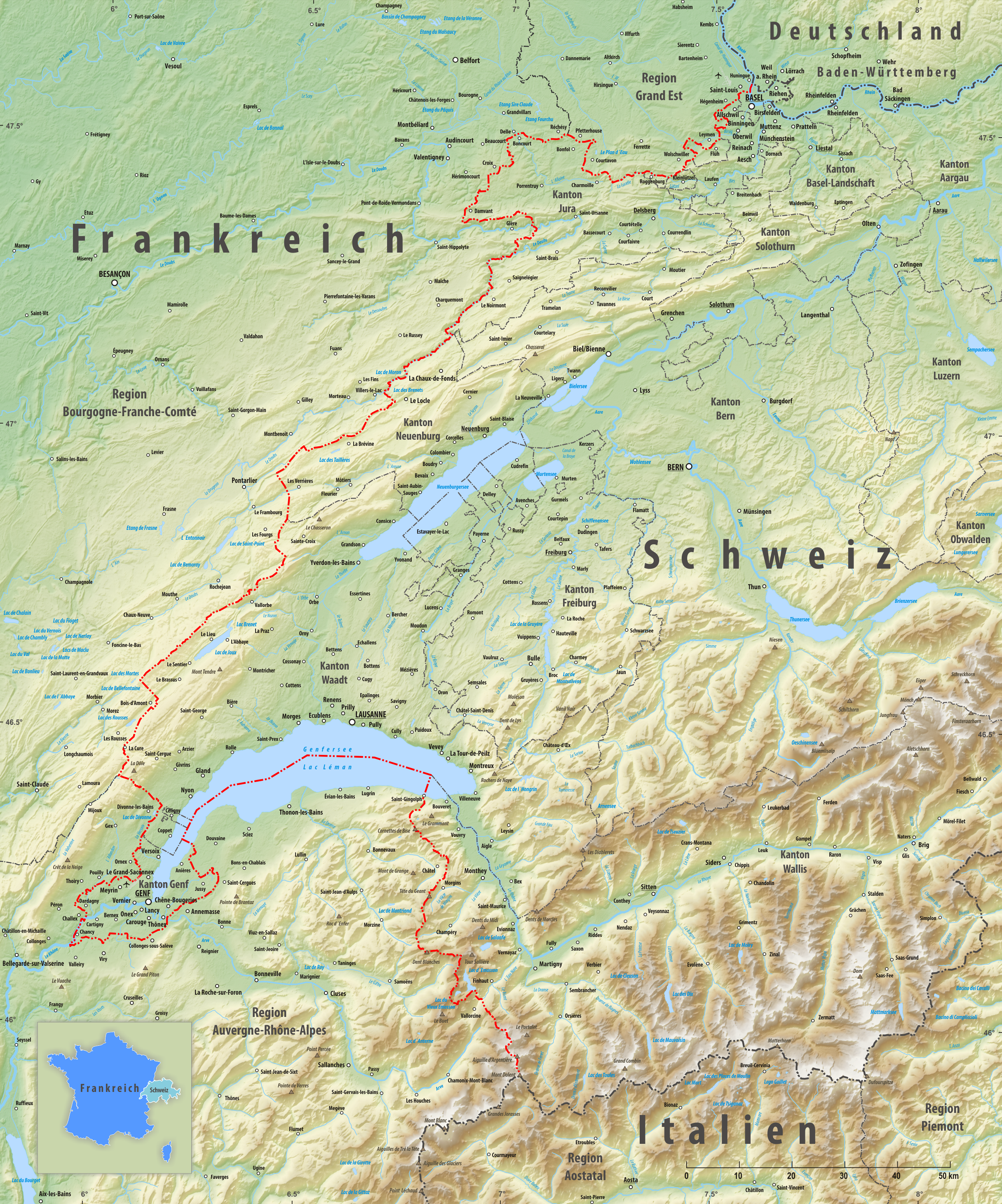
Tracé de la frontière franco-suisse (en rouge).

Au nord, elle débute au tripoint Allemagne - France - Suisse (47° 35′ 23″ N, 7° 35′ 20″ E), situé au milieu du Rhin, sur les communes de Weil am Rhein (Allemagne, land de Bade-Wurtemberg), de Huningue (France, département du Haut-Rhin) et la ville de Bâle (Suisse, canton de Bâle-Ville). Celui-ci est symbolisé par le Dreiländereck, monument situé à environ 150 mètres au sud-est en territoire suisse.
La frontière suit ensuite une direction générale vers le sud-ouest à travers le massif du Jura, jusqu'aux environs de Genève. Entre Meyrin et Saint-Genis-Pouilly la frontière passe à travers les bâtiments et installations de l'Organisation européenne pour la recherche nucléaire (CERN), dont le tunnel du Grand collisionneur de hadrons (LHC). Elle contourne alors Genève en passant le Rhône avant de rejoindre la rive sud du Léman entre Chens-sur-Léman (France) et Hermance (Suisse). La frontière passe alors au milieu du lac pendant une cinquantaine de kilomètres, avant de rejoindre à nouveau la rive sud en coupant le village de Saint-Gingolph. Elle prend alors une direction générale vers le sud à travers les Alpes.
Au sud du Léman, dans les Alpes, dans les massifs du Chablais, du Giffre et des aiguilles Rouges, la frontière suit la limite de bassin versant entre le Rhône en amont du Léman (Valais) et les affluents du Rhône du Léman ou en aval de celui-ci, soit la Dranse, le Giffre et l'Arve pour les plus notables. Cependant, en quelques endroits, ce principe n'est pas respecté :
- la rive gauche du vallon de la Morge, en amont de Saint-Gingolph et jusqu'à la dent du Velan, est situé en France, incluant le village de Novel en Haute-Savoie ;
- la frontière passe au milieu du marais d'Ugeon entre la dent du Velan et la dent du Loup, incluant le col d'Ugeon en Suisse ;
- le sommet de la tour de Don, incluant l'alpage de Chaux Longe, est en Suisse ;
- les secteurs des lac de Conche et de Morgins au-dessus de Châtel, incluant l'ubac, l'adret et le sommet du Bec du Corbeau, sont en Suisse ;
- le sommet de la pointe des Mossettes est en Suisse ;
- du Cheval Blanc à la tête de Balme, les vallons de Bérard et de Vallorcine jusque sous le barrage d'Émosson sont en France.

Au sud, elle se termine au tripoint France - Italie - Suisse (45° 55′ 21″ N, 7° 02′ 40″ E), à quelques dizaines de mètres au nord-ouest du sommet du mont Dolent (3 819 m d'altitude), sur la commune française de Chamonix-Mont-Blanc (département de la Haute-Savoie), la commune italienne de Courmayeur (Vallée d'Aoste) et la commune suisse d'Orsières (canton du Valais).
La frontière longe huit cantons suisses (Bâle-Campagne, Bâle-Ville, Soleure, Jura, Neuchâtel, Vaud, Genève et Valais) et six départements français (Haut-Rhin, Territoire de Belfort, Doubs, Jura, Ain et Haute-Savoie) de trois régions françaises (Grand Est, Bourgogne-Franche-Comté et Auvergne-Rhône-Alpes).
Depuis la vallée des Dappes jusqu'aux pieds du Noirmont, la frontière est basée sur l'ancienne limite entre le diocèse de Lausanne et l'archidiocèse de Besançon au XIIIe siècle à quelques exceptions près. Notamment Jougne se situe actuellement en France alors qu'en 1228, la commune était dans le diocèse de Lausanne pour la circonscription ecclésiastique et dans l'évêché de Lausanne pour la circonscription temporelle.
Depuis le congrès de Vienne de 1815 le tracé a été modifié plusieurs fois : par exemple dans la vallée des Dappes par le traité des Dappes ; un siècle plus tard pour que l'entier de la piste de l'aéroport de Genève soit en Suisse ; enfin pour que la frontière passe plus près de la douane entre l'autoroute suisse A1 et l'autoroute française A41.

## Histoire

### Traités
Le traité de Thonon, signé le 4 mars 1569, délimite dans le Chablais la frontière entre le Valais et le duché de Savoie.
Le traité entre la France et les Puissances Alliées, conclu à Paris le 20 novembre 1815, dit traité de Paris de 1815, établit le principe de retour des frontières de la France à celles de 1790. Il pose — entre autres — le principe de contours de la frontière franco-suisse dans son article premier.

### Abornement

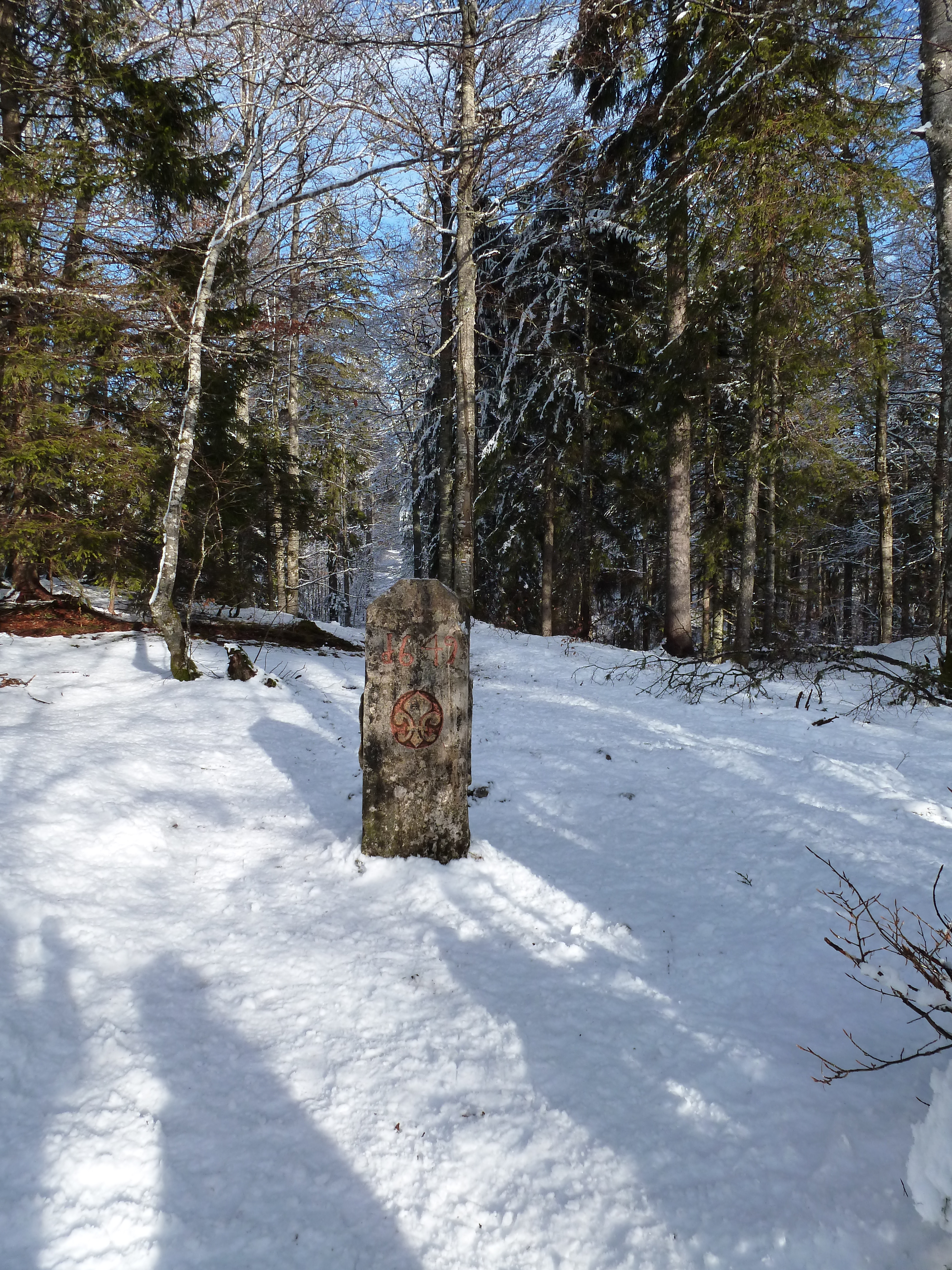
Borne frontière franco-suisse no 186 entre Chapelle-des-Bois (Doubs) et Le Brassus (Vaud).

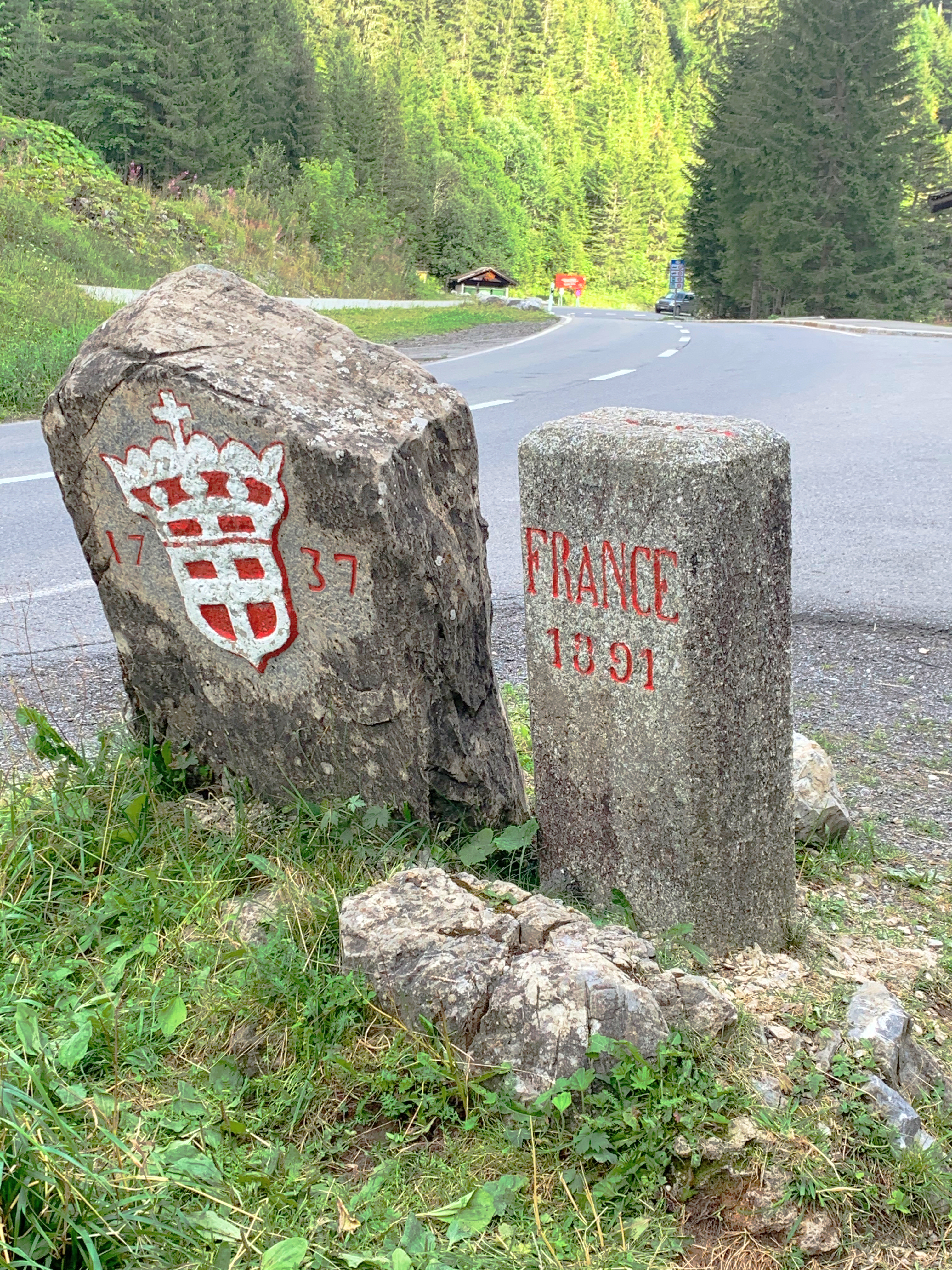
Bornes frontière au pas de Morgins.

La délimitation frontalière est la résultante d'une succession de traités ou d'accords bilatéraux entre les deux pays (1780, 1815, 1816, 1824, 1826, 1891), complétés par de nombreux échanges de territoires (1862, 1953, 1959, 1963, 1977, 1984, 1996, 2002).
La mise en application du traité de Paris de 1815 revient aux Commissaires des 2 États. Ainsi, il faut attendre le 20 juillet 1825 et la publication du Procès-verbal de démarcation de la frontière entre la France et le canton de Genève pour voir se définir les contours actuels de la frontière entre communes françaises et suisses. L'abornement est défini en annexe, par un tableau numérique et une carte géométrique. Ce procès verbal sera ratifié par le roi de France le 11 mai 1828, par le canton de Genève le 31 août 1832 et par la Confédération suisse le 3 septembre 1834.
La convention du 10 mars 1965 précise, en particulier, les conditions d'abornement et d'entretien de la frontière. Cette convention prévoit, dans son article premier, que « l'abornement de la frontière — telle qu'elle est définie par les engagements internationaux en vigueur entre les deux États — doit être établi et maintenu de manière que le tracé soit bien déterminé et puisse être repéré en tout temps et sur toute son étendue ».
En France, c'est le ministère de l'Intérieur qui est chargé de l'entretien des frontières physiques du pays, et représenté dans les départements frontaliers par les délégués à l'abornement. En Suisse, c'est le géomètre cantonal qui joue le même rôle, en coordination avec le service cantonal du cadastre, et sous le contrôle de la Direction fédérale des mensurations cadastrales,. Les représentants des deux pays se retrouvent dans les commissions mixtes d'abornement (annuelles ou bisannuelles), qui se tiennent alternativement en France et en Suisse, pour la mise au point d'un plan de répartition des travaux à effectuer par les agents responsables, et la répartition équitable des dépenses occasionnées par ces travaux. En France, le ministère de l'Intérieur alloue environ 30 000 euros de crédits spécifiques dits « d'abornement et d'entretien de la frontière », ouverts chaque année sur son budget.
Pendant longtemps, les modes de calcul topographique différaient d'un pays à l'autre ; aujourd'hui les choses sont beaucoup plus faciles. Les coordonnées suisses et françaises sont remplacées par des coordonnées européennes uniques. Un fichier des coordonnées de 2 930 points, extraites du système d'information géographique de l'Office fédéral de topographie a été transmis à la France.
La campagne de mensurations officielles de la frontière, qui devait s'achever en 2016, est basée sur ces nouvelles coordonnées dans le standard géodésique européen ETRS89 (European Terrestrial Reference System 1989 (en)). Ces travaux sont menés dans le cadre du projet européen « State boundaries of Europe » (limites nationales européennes) lancé en 2004 par l'association européenne « EuroGeographics », qui regroupe 55 agences nationales de cartographie, et dont le but est d'harmoniser les fichiers utilisés par les diverses agences.

## Territoires frontaliers

### France
Haut-Rhin (17 communes)
Huningue, Saint-Louis, Hégenheim, Buschwiller, Hagenthal-le-Bas, Neuwiller, Leymen, Liebenswiller, Oltingue, Biederthal, Wolschwiller, Kiffis, Lucelle, Oberlarg, Levoncourt, Courtavon, Pfetterhouse
Territoire de Belfort (8 communes)
Réchésy, Courcelles, Florimont, Delle, Lebetain, Saint-Dizier-l'Évêque, Villars-le-Sec, Croix
Doubs (35 communes)
Abbévillers, Glay, Dannemarie, Villars-lès-Blamont, Montjoie-le-Château, Vaufrey, Glère, Montancy, Burnevillers, Indevillers, Fessevillers, Goumois, Charmauvillers, Charquemont, Fournet-Blancheroche, Bonnétage, Grand'Combe-des-Bois, Villers-le-Lac, Montlebon, Grand'Combe-Châteleu, Les Gras, Pays-de-Montbenoît, Les Alliés, Pontarlier, Verrières-de-Joux, Les Fourgs, Les Hôpitaux-Vieux, Jougne, Longevilles-Mont-d'Or, Rochejean, Les Villedieu, Sarrageois, Mouthe, Chaux-Neuve, Chapelle-des-Bois
Jura (3 communes)
Bois-d'Amont, Les Rousses, Prémanon
Ain (13 communes)
Divonne-les-Bains, Grilly, Sauverny, Versonnex, Ornex, Ferney-Voltaire, Prévessin-Moëns, Saint-Genis-Pouilly, Thoiry, Saint-Jean-de-Gonville, Péron, Challex, Pougny
Haute-Savoie (27 communes)
Vulbens, Valleiry, Viry, Saint-Julien-en-Genevois, Archamps, Collonges-sous-Salève, Bossey, Étrembières, Gaillard, Ambilly, Ville-la-Grand, Juvigny, Saint-Cergues, Machilly, Veigy-Foncenex, Chens-sur-Léman, Saint-Gingolph, Novel, La Chapelle-d'Abondance, Châtel, Abondance, Montriond, Morzine, Samoëns, Sixt-Fer-à-Cheval, Vallorcine, Chamonix-Mont-Blanc

### Suisse
Canton de Bâle-Ville
Bâle
Canton de Bâle-Campagne
Allschwil, Schönenbuch, Allschwil, Oberwil, Biel-Benken
Canton de Soleure
Bättwil, Hofstetten-Flüh, Metzerlen-Mariastein, Rodersdorf, Metzerlen-Mariastein
Canton de Bâle-Campagne
Burg im Leimental
Canton de Soleure
Kleinlützel
Canton de Bâle-Campagne
Roggenburg
Canton du Jura
Pleigne, La Baroche, Vendlincourt, Basse-Vendline, Damphreux-Lugnez, Basse-Allaine, Boncourt, Basse-Allaine, Bure, Fahy, Grandfontaine, Haute-Ajoie, Fontenais, Clos-du-Doubs, Soubey, Saignelégier, Le Noirmont, Les Bois
Canton de Neuchâtel
La Chaux-de-Fonds, Les Planchettes, Le Locle, Le Cerneux-Péquignot, La Brévine, Val-de-Travers, Les Verrières, La Côte-aux-Fées
Canton de Vaud
Sainte-Croix, Baulmes, L'Abergement, Lignerolle, Ballaigues, Vallorbe, Le Lieu, Le Chenit, Arzier-Le Muids, Saint-Cergue, Gingins, La Rippe, Crassier, Bogis-Bossey, Chavannes-de-Bogis, Commugny, Chavannes-des-Bois
Canton de Genève
Versoix, Collex-Bossy, Bellevue, Le Grand-Saconnex, Meyrin, Satigny, Dardagny, Avully, Chancy, Avusy, Soral, Perly-Certoux, Bardonnex, Troinex, Veyrier, Thônex, Puplinge, Presinge, Jussy, Gy, Corsier, Anières, Hermance
Canton du Valais
Saint-Gingolph, Vouvry, Vionnaz, Collombey-Muraz, Troistorrents, Monthey, Val-d'Illiez, Champéry, Evionnaz, Salvan, Finhaut, Trient, Orsières

### Principaux sommets, cols et rivières de la frontière
Du nord au sud :
- Rhin supérieur (Dreiländereck)
- Jura
  - L'Augraben (rivière)
  - Rämelsberg, 832 m
  - Roti Flue, 780 m
  - La Lucelle (rivière)
  - Lucelle (village)
  - Roc aux Corbeaux, 749 m
  - Le Corbery (rivière)
  - La Largue (rivière)
  - Borne des Trois Puissances
  - Le Doubs (rivière)
    - Goumois (village)
    - Barrage de La Goule
    - Barrage du Refrain
    - Lac de Biaufond
    - Barrage du Châtelot
    - Lac de Moron
    - Saut du Doubs
    - Lac des Brenets

  - La Rançonnière (rivière)
  - Nord du col des Roches, 920 m
  - Meix Musy, 1 287 m
  - Les rochers du Cerf, 1 195 m
  - Crête est du Grand Taureau, 1 323 m
  - Est du col de l'Aiguillon, 1 293 m
  - Crête sud du mont d'Or (1 463 m), borne no 69
  - Mont Risoux (le Gros Crêt), 1 419 m
  - La Cure (village)
  - Vallée des Dappes
- Le Boiron de Nyon
- La Versoix (rivière)
- Le Marquet (rivière)
- Le Gobé (rivière)
- Nant de l'Ecra (rivière)
- L'Allondon (rivière)
- Ruisseau du Missezon (rivière)
- Le Roulave (rivière)
- Ruisseau des Charmilles (rivière)
- Le Rhône (fleuve)
- La Laire (rivière)
- L'Arande (rivière)
- La Drize (rivière)
- Le Foron (rivière)
- L'Hermance (rivière)
- Lac Léman
- Alpes
  - Morge de Saint-Gingolph (rivière) à Saint-Gingolph (village)
  - Cornettes de Bise, 2 432 m
  - Pointe de Fornet, 2 300 m
  - Pointe de Chésery, 2 251 m
  - Tête du Géant, 2 228 m
  - Pointe de Chavanette, 2 219 m
  - Cornebois, 2 200 m
  - Dents Blanches (la dent de Barme), 2 756 m
  - Grand Ruan, 3 056 m
  - Le Cheval Blanc, 2 830 m
  - Aiguille du Tour, 3 544 m
  - Aiguille du Chardonnet, 3 824 m
  - Aiguille d'Argentière, 3 900 m
  - Tour Noir, 3 837 m
  - Crête ouest du mont Dolent, 3 819 m

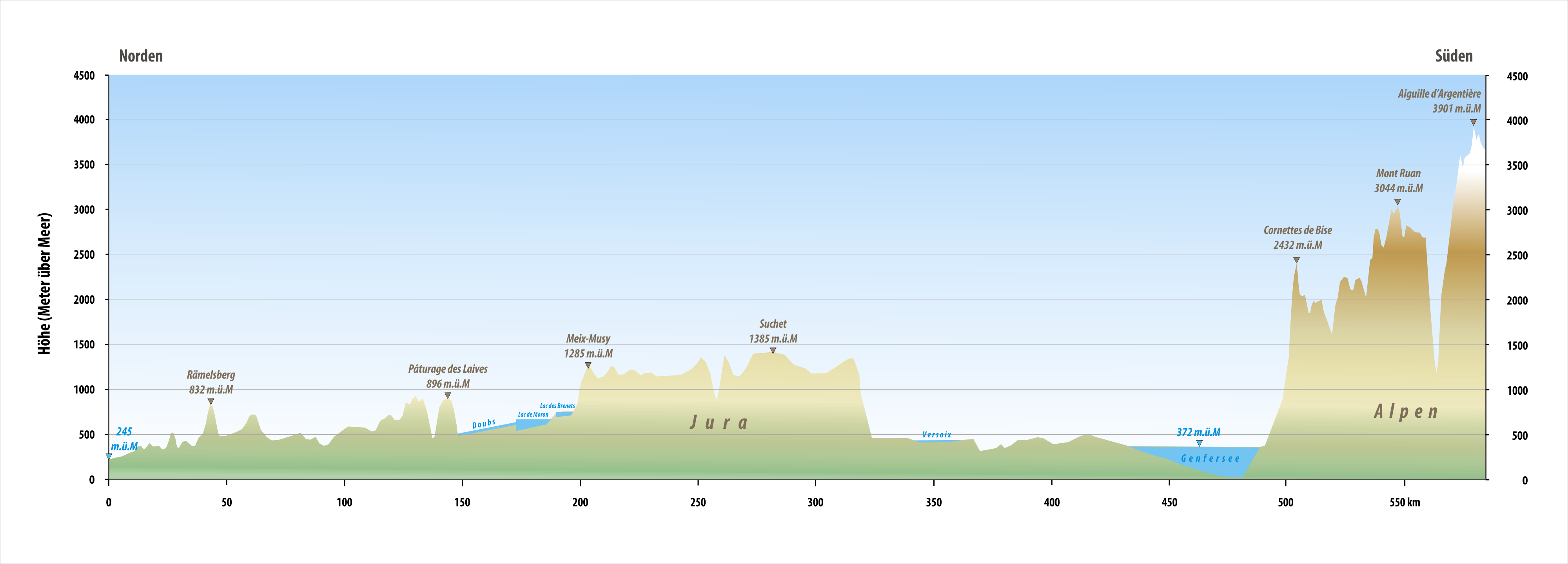
Profil en long topographique de la frontière.

## Passages

### Principaux points de passage routiers
|       |                             |                 | Suisse        | Suisse                         | Suisse                             |                                 | France                               | France                | France |  |
| Image | Lieu                        | Type            | Canton        | Route                          | Localité                           | Localité                        | Route                                | Département           | Remarques                                                                                                 |  |
|       |                             |                 | Bâle-Ville    | Kohlenstrasse                  | Bâle (St. Johann (de))             | Huningue                        | D 107                                | Haut-Rhin             | |  |
|       |                             |                 | Bâle-Ville    | Elsässerstrasse                | Bâle (St-Johann)                   | Saint-Louis                     | D 66                                 | Haut-Rhin             | |  |
|       |                             |                 | Bâle-Ville    |                                | Bâle (St-Johann)                   | Saint-Louis                     | A35                                  | Haut-Rhin             | E 25 |  |
|       |                             |                 | Bâle-Ville    | Flughafenstrasse               | Bâle (St-Johann)                   | Saint-Louis                     | Route douanière de l'aéroport à Bâle | Haut-Rhin             | |  |
|       |                             |                 | Bâle-Ville    | Burgfelderstrasse              | Bâle (Iselin (de))                 | Saint-Louis                     | D 419                                | Haut-Rhin             | |  |
|       |                             |                 | Bâle-Campagne | Grabenring                     | Allschwil                          | Hégenheim                       | D 201                                | Haut-Rhin             | |  |
|       |                             |                 | Bâle-Campagne | H 310                          | Biel-Benken                        | Leymen                          | D 23                                 | Haut-Rhin             | |  |
|       |                             |                 | Soleure       | H 273                          | Bättwil                            | Leymen                          | D 23.4                               | Haut-Rhin             | |  |
|       |                             |                 | Soleure       | H 267                          | Kleinlützel                        | Kiffis                          | D 21B3                               | Haut-Rhin             | |  |
|       |                             |                 | Bâle-Campagne | Ederswilerstrasse              | Neumühle (Moulin Neuf), Roggenburg | Kiffis                          | D 21B                                | Haut-Rhin             | |  |
|       |                             |                 | Jura          | H 250                          | Lucelle, Pleigne                   | Lucelle (Haut-Rhin)             | D 432                                | Haut-Rhin             | |  |
|       |                             |                 | Jura          | Route de Courtavon             | Miécourt                           | Courtavon                       | D 473                                | Haut-Rhin             | |  |
|       |                             |                 | Jura          | H 247.1                        | Beurnevésin                        | Pfetterhouse                    | D 10BIS                              | Haut-Rhin             | |  |
|       |                             |                 | Jura          | Route de Réchésy               | Beurnevésin                        | Réchésy                         | D 13                                 | Territoire de Belfort | |  |
|       |                             |                 | Jura          |                                | Boncourt                           | Delle                           | D 19                                 | Territoire de Belfort | |  |
|       |                             |                 | Jura          |                                | Boncourt                           | Delle                           | N 19                                 | Territoire de Belfort | E 27 |  |
|       |                             |                 | Jura          | Rue de France                  | Fahy                               | Abbévillers                     | D 34                                 | Doubs                 | |  |
|       |                             |                 | Jura          | Route principale               | Damvant                            | Villars-lès-Blamont             | D 73                                 | Doubs                 | |  |
|       |                             |                 | Jura          | La Motte                       | La Motte (Saint-Ursanne)           | Brémoncourt (Montancy)          | D 437C                               | Doubs                 | |  |
|       | Le Doubs                    | Rivière         | Jura          | H 248                          | Goumois (Jura)                     | Goumois (Doubs)                 | D 437                                | Doubs                 | |  |
|       | Le Doubs                    | Rivière         | Neuchâtel     | H 168                          | La Chaux-de-Fonds                  | Fournet-Blancheroche            | D 464                                | Doubs                 | |  |
|       | Col des Roches              | Col de montagne | Neuchâtel     |                                | Le Locle                           | Les Bassots Villers-le-lac      | D 461                                | Doubs                 | |  |
|       | Les Verrières Meudon        | Vallée          | Neuchâtel     |                                | Les Verrières                      | Verrières-de-Joux               | D 67B                                | Doubs                 | |  |
|       | La Grand'Borne              |                 | Vaud          | H 151 (RC254b)                 | L'Auberson                         | Les Fourgs                      | D 6                                  | Doubs                 | |  |
|       | Le Creux                    | Cluse           | Vaud          | (RC251b) connexion à l'        | Vallorbe                           | Jougne                          | N 57                                 | Doubs                 | E 23 |  |
|       | Forêt du Risoux             |                 | Vaud          | (RC151d)                       | Les Charbonnières                  | Mouthe                          | D 389                                | Doubs                 | |  |
|       |                             |                 | Vaud          | H 131 (RC84a)                  | Le Brassus                         | Bois-d'Amont                    | D 415                                | Jura                  | |  |
|       |                             |                 | Vaud          | H 123 (RC19a)                  | La Cure (Saint-Cergue)             | La Cure (Les Rousses)           | N 5                                  | Jura                  | |  |
|       | Le Boiron                   | Rivière         | Vaud          | H 132 (RC11b)                  | Crassier                           | Divonne-les-Bains               | D 984C                               | Ain                   | |  |
|       | La Versoix                  | Rivière         | Vaud          | H 121 (RC6b)                   | Chavannes-de-Bogis                 | Divonne-les-Bains               | D 15                                 | Ain                   | |  |
|       | La Versoix                  | Rivière         | Genève        | Route de Sauverny              | Sauverny (Genève)                  | Sauverny (Ain)                  | D 15E                                | Ain                   | |  |
|       |                             |                 | Genève        | Route de Bois-Chatton          | Collex-Bossy                       | Versonnex                       | D 15B                                | Ain                   | |  |
|       |                             |                 | Genève        | H 106                          | Le Grand-Saconnex                  | Ferney-Voltaire                 | D 1005                               | Ain                   | Le passage se situe à la limite nord de l'aéroport international de Genève (en bas à gauche sur l'image). |  |
|       |                             |                 | Genève        | H 101                          | Meyrin                             | Prévessin-Moëns                 | D 984F                               | Ain                   | La frontière passe par le CERN et la forêt au centre de l'image.                                          |  |
|       | Pont de Chancy sur le Rhône |                 | Genève        | H 103 (RC 4)                   | Chancy                             | Pougny                          | D 984B                               | Ain                   | |  |
|       |                             |                 | Genève        |                                | Bardonnex                          | Saint-Julien-en-Genevois        | A41                                  | Haute-Savoie          | E 21 E 25 E 62                                                                                            |  |
|       | La Drize                    | Rivière         | Genève        | H 114, Route du Pont-de-la-Fin | La Croix-de-Rozon (Bardonnex)      | Collonges-sous-Salève           | D 145                                | Haute-Savoie          | |  |
|       |                             |                 | Genève        | H 112                          | Veyrier                            | Étrembières                     | D 1206                               | Haute-Savoie          | |  |
|       | Le Foron                    | Rivière         | Genève        | H 111, route Blanche           | Thônex                             | Vallard, Gaillard               | A411 et RD 19                        | Haute-Savoie          | E 712 |  |
|       | Rau                         | Rivière         | Genève        | H 102, route de Genève         | Moillesulaz, Thônex                | Gaillard                        | D 1205                               | Haute-Savoie          | E 712 |  |
|       | Le Foron                    | Rivière         | Genève        | Route de Mon-Idée              | Puplinge                           | Ambilly                         | D 165                                | Haute-Savoie          | |  |
|       | Monniaz                     |                 | Genève        | H 115                          | Jussy                              | Saint-Cergues                   | D 1                                  | Haute-Savoie          | |  |
|       | L'Hermance                  | Rivière         | Genève        | H 105                          | Corsier                            | Veigy-Foncenex                  | D 1005                               | Haute-Savoie          | |  |
|       | L'Hermance                  | Rivière         | Genève        | H 113                          | Hermance                           | Chens le Pont (Chens-sur-Léman) | D 25                                 | Haute-Savoie          | |  |
|       | La Morge                    | Rivière         | Valais        |                                | Saint-Gingolph (Valais)            | Saint-Gingolph (Haute-Savoie)   | D 1005                               | Haute-Savoie          | |  |
|       | Pas de Morgins              | Col de montagne | Valais        | H 201                          | Morgins                            | Châtel                          | D 22                                 | Haute-Savoie          | |  |
|       | L'Eau Noire                 | Rivière         | Valais        | H 203                          | Le Châtelard                       | Vallorcine                      | D 1506                               | Haute-Savoie          | |  |

### Points de passage ferroviaires
Selon le tracé actuel de la frontière, il y a dix points de passages ferroviaires et quatre points de passages de tramway entre la Suisse et la France. Un point de passage ferroviaire a été fermé.
|          | Suisse                                                                       | Suisse                           | Suisse                  |                                                                            | France                            | France                  | France |  |
| Code UIC | Ligne                                                                        | Gare                             | Opérateur               | Ligne                                                                      | Gare                              | Opérateur               | Remarques |  |
| 250      | 132 Martigny – Le Châtelard - Frontière – Vallorcine                         | Châtelard-Frontière              | TMR                     | 896 000 Ligne de Saint-Gervais-les-Bains-Le Fayet à Vallorcine (frontière) | Gare de Vallorcine (terminus TMR) | SNCF Réseau             | |  |
| 251      | 131 Saint-Maurice – Monthey – Le Bouveret – Saint-Gingolph (ligne du Tonkin) | Saint-Gingolph (Valais)          | CFF                     | 892 000 Ligne de Longeray-Léaz au Bouveret (Ligne du Tonkin)               | Saint-Gingolph (Haute-Savoie)     | SNCF Réseau             | Section française hors service entre Évian-les-Bains et Saint-Gingolph depuis 1998 |  |
| 252      | Léman Express                                                                | Gare de Chêne-Bourg              | CFF                     | Léman Express                                                              | Gare d'Annemasse                  | CFF                     | Anciennement Ligne d'Annemasse à Genève-Eaux-Vives (frontière) (voir aussi CEVA) |  |
|          | Ligne 17 du tramway de Genève                                                | Thônex-Moillesulaz               | Tramway de Genève (TPG) | Ligne 17 du tramway de Genève                                              | Gaillard-Libération               | Tramway de Genève (TPG) | |  |
| 253      | 152 Ligne de Châtelaine (bif) à la frontière vers Bellegarde                 | Gare de La Plaine                | CFF                     | 890 000 Ligne de Lyon-Perrache à Genève (frontière)                        | Gare de Pougny - Chancy           | SNCF Réseau             | Ligne CFF jusqu'à Bellegarde, ligne SNCF jusqu'à Genève-Cornavin (voir Léman Express) |  |
|          | Ligne Nyon – Crassier – Divonne                                              | Crassier                         | CFF                     | 891 000 Ligne de Collonges - Fort-l'Écluse à Divonne-les-Bains (frontière) | Gare de Divonne-les-Bains         | SNCF Réseau             | Fermeture Suisse : ligne coupée d'Eysins à Crassier (3,2 km depuis 1964 : construction Autoroute Genève-Lausanne), France : coupée de Crassier à Divonne (3,1 km 1964) puis ligne fermée en totalité (42 km) en avril 2014. |  |
| 254      | 200 Ligne Lausanne – Vallorbe                                                | Gare de Vallorbe (terminus SNCF) | CFF                     | 850 000 Ligne de Dijon-Ville à Vallorbe (frontière)                        | Gare des Longevilles - Rochejean  | SNCF Réseau             | La frontière passe par le tunnel du Mont-d'Or, arrêt du TGV Lyria, voir aussi Ligne de Pontarlier à Vallorbe (frontière) |  |
| 300      | 221 Ligne d'Auvernier aux Verrières frontière (-Pontarlier)                  | Les Verrières                    | CFF                     | 875 000 Ligne de Frasne à Verrières-de-Joux (frontière)                    | Verrières-de-Joux                 | SNCF Réseau             | |  |
| 256      | 223 Ligne Neuchâtel – La Chaux-de-Fonds – Le Locle-Col-des-Roches            | Gare du Locle-Col des Roches     | CFF                     | Ligne de Besançon-Viotte au Locle-Col-des-Roches                           | Gare de Morteau                   | SNCF Réseau             | Ligne SNCF jusqu'au Locle |  |
| 257      | 240 Ligne Delémont - Delle                                                   | Boncourt                         | CFF                     | Ligne de Belfort à Delle                                                   | Gare de Delle                     | SNCF Réseau             | |  |
|          | Ligne 3 du tramway de Bâle                                                   | Burgfelderhof                    | Tramway de Bâle (BVB)   | Ligne 3 du tramway de Bâle                                                 | Saint-Exupéry                     | Tramway de Bâle (BVB)   | |  |
|          | Ligne 10 du tramway de Bâle                                                  | Rodersdorf                       | Tramway de Bâle (BLT)   | Ligne 10 du tramway de Bâle                                                | Leymen                            | Tramway de Bâle (BLT)   | |  |
|          | Ligne 10 du tramway de Bâle                                                  | Bättwil                          | Tramway de Bâle (BLT)   | Ligne 10 du tramway de Bâle                                                | Leymen                            | Tramway de Bâle (BLT)   | |  |
| 259      |                                                                              | Gare de Bâle-Saint-Jean          | CFF                     | 115 000 Ligne de Strasbourg-Ville à Saint-Louis                            | Gare de Saint-Louis (Haut-Rhin)   | SNCF Réseau             | |  |

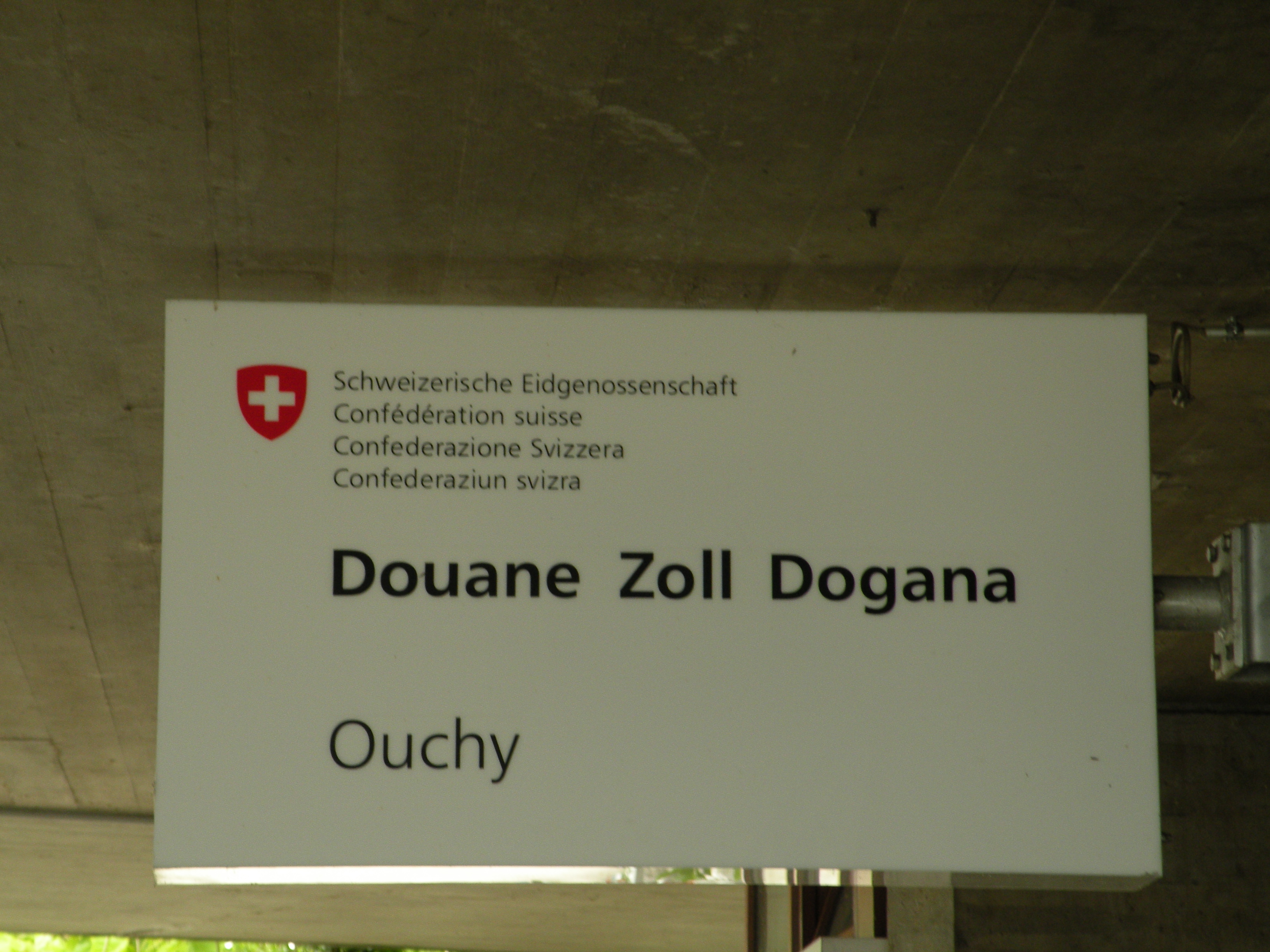
Poste de douane du port d’Ouchy à Lausanne (VD).
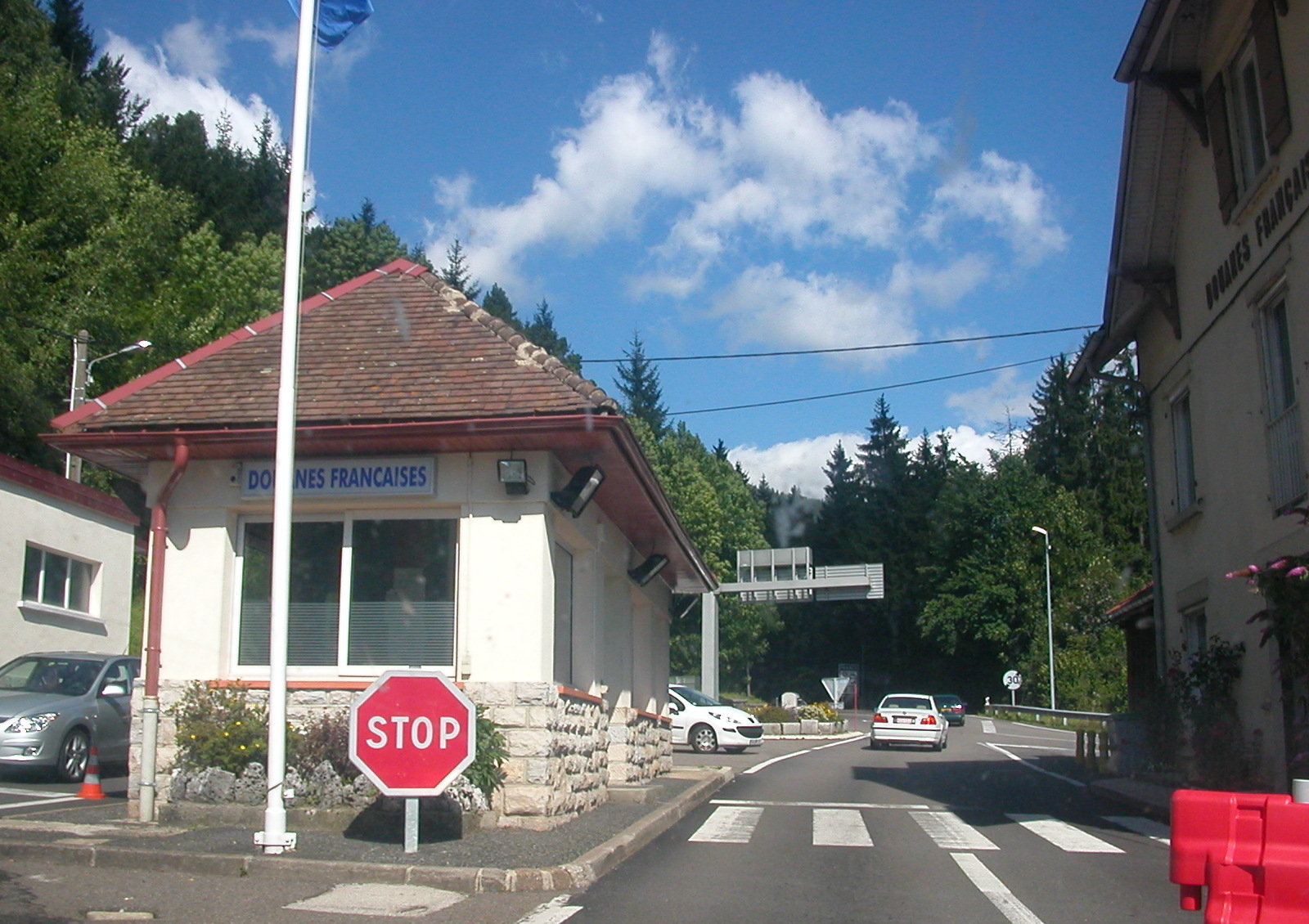
Poste de douane de Jougne (25) depuis Vallorbe (VD)
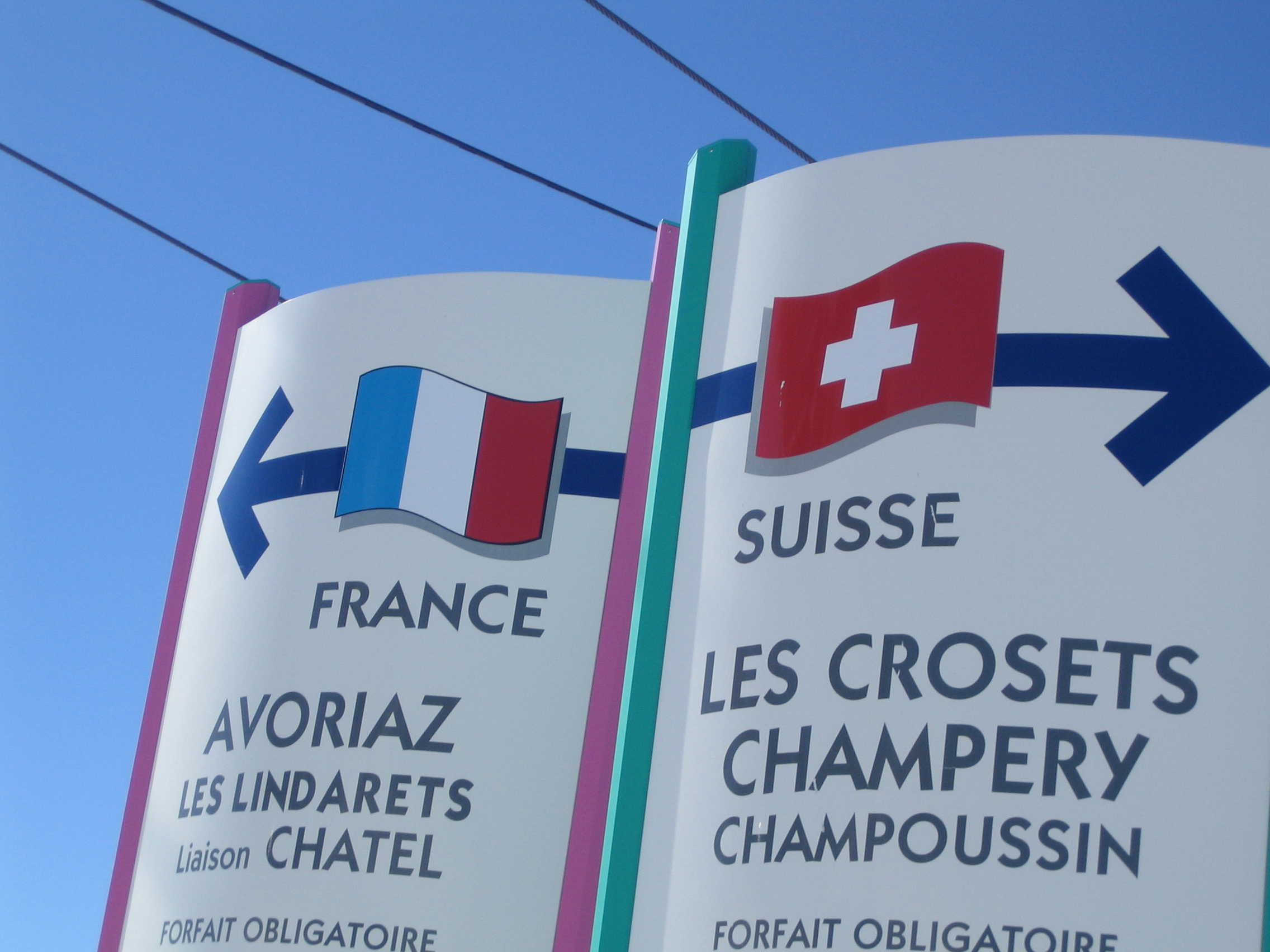
Frontière au cœur du domaine skiable entre Morzine (74) et Champéry (VS).
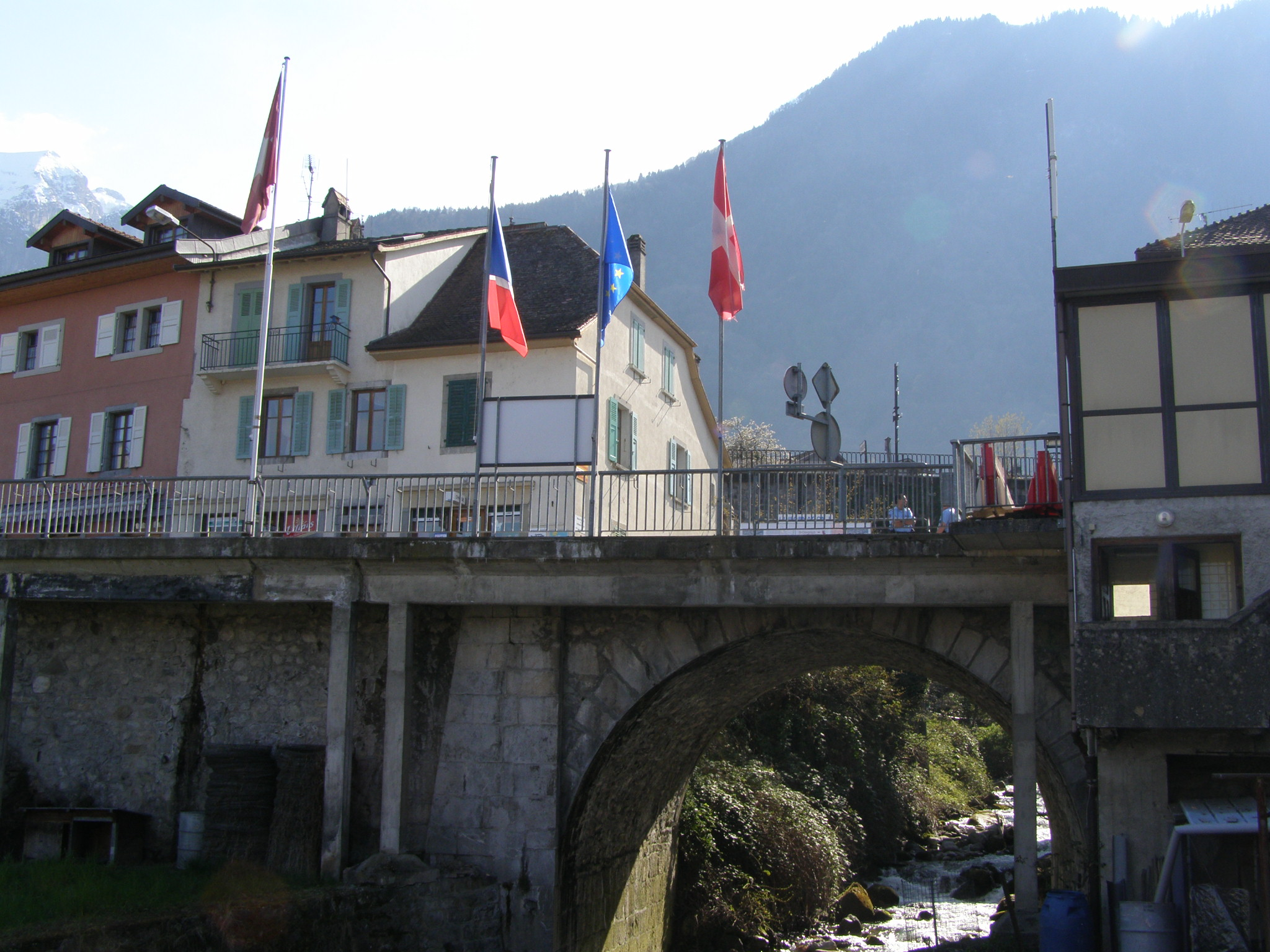
Frontière entre Saint-Gingolph (FR) et Saint-Gingolph (CH).

Bornes frontières franco-suisses
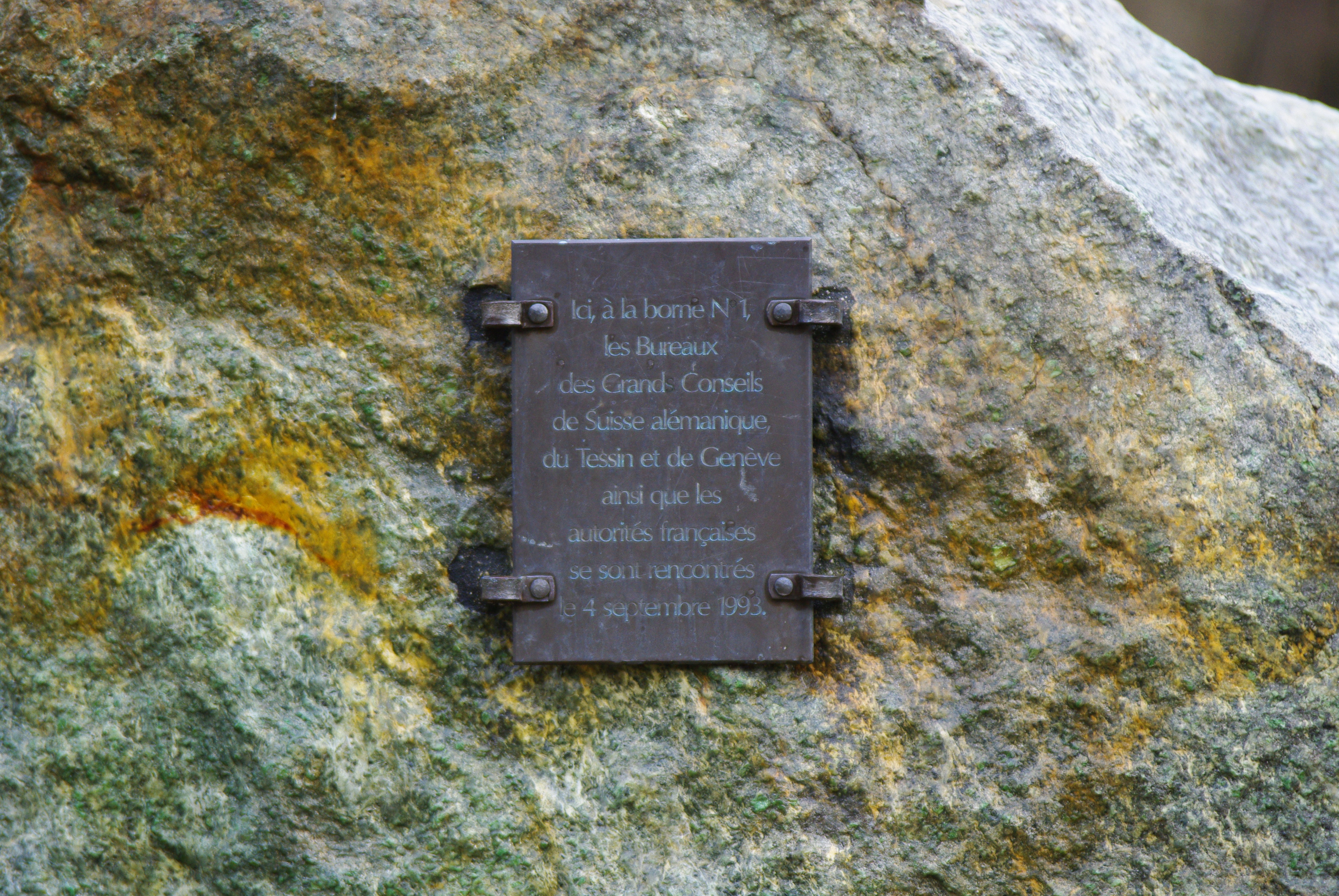
Borne no 1 à Chancy.
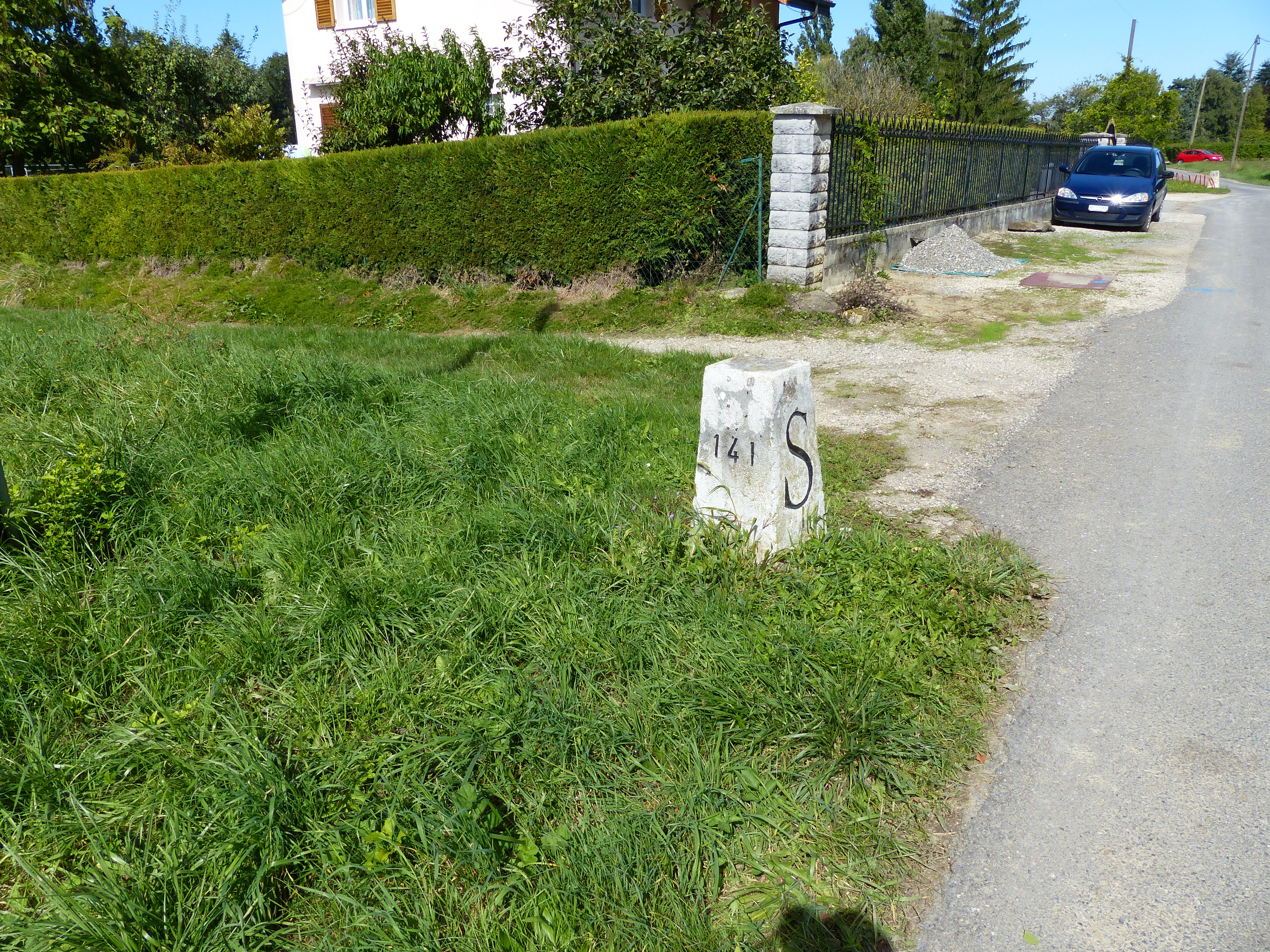
Borne no 141 entre Jussy et Saint-Cergues, marquée d'un S pour Savoie.